# Kobroor
Kobroor, także: Kobroör lub Kobror – wyspa we wschodniej Indonezji, druga co do wielkości w archipelagu wysp Aru z powierzchnią 1723,4 km² (większa jest Trangan, a mniejsza Wokam). Długość wybrzeża wynosi 229,8 km, a maksymalna wysokość to 124 m n.p.m. Jest środkową wyspą z 3 głównych archipelagu.